# Trzeszczany (gromada 1969−1972)
Trzeszczany (do 31 XII 1968 Mołodiatycze) – dawna gromada, czyli najmniejsza jednostka podziału terytorialnego Polskiej Rzeczypospolitej Ludowej w latach 1954–1972.
Gromady, z gromadzkimi radami narodowymi (GRN) jako organami władzy najniższego stopnia na wsi, funkcjonowały od reformy reorganizującej administrację wiejską przeprowadzonej jesienią 1954 do momentu ich zniesienia z dniem 1 stycznia 1973, tym samym wypierając organizację gminną w latach 1954–1972.
Gromadę Trzeszczany z siedzibą GRN w Trzeszczanach (obecnie są to dwie wsie: Trzeszczany Pierwsze i Trzeszczany Drugie) utworzono 1 stycznia 1969 w powiecie hrubieszowskim w woj. lubelskim w związku z przeniesieniem siedziby gromady Mołodiatycze z Mołodiatycz do Trzeszczan i zmianą nazwy jednostki na gromada Trzeszczany.
Gromada przetrwała do końca 1972 roku, czyli do kolejnej reformy gminnej. 1 stycznia 1973 w powiecie hrubieszowskim utworzono gminę Trzeszczany.
Uwaga: Gromada Trzeszczany (o zupełnie innym zasięgu terytorialnym) istniała w powiecie hrubieszowskim również w latach 1954−1961.